# Orologio da tasca

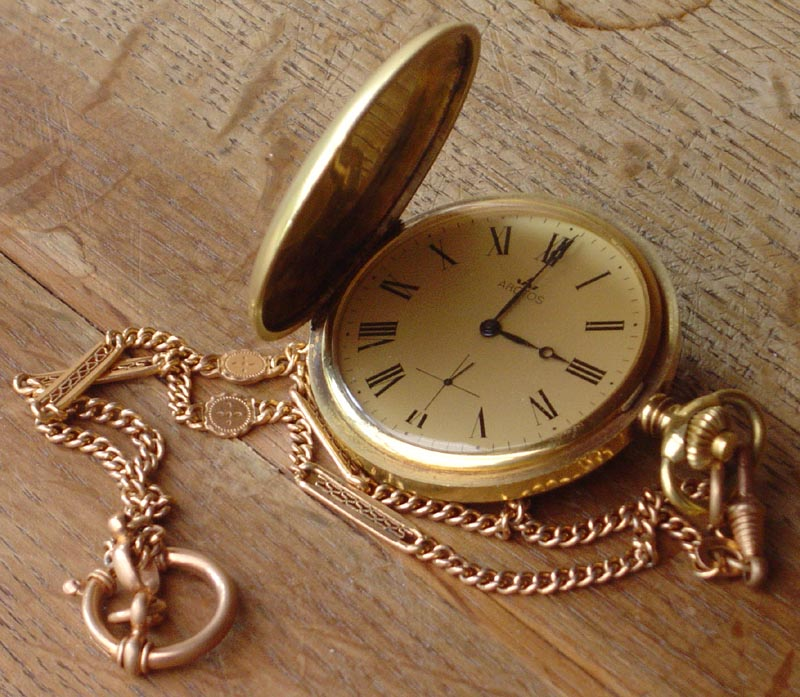
Un prezioso orologio da taschino

L'orologio da taschino, comunemente chiamato in gergo "cipolla" o "orologio a cipolla", è un tipo di orologio di piccole dimensioni, adatto per essere tenuto in tasca, particolarmente diffuso prima dell'avvento dell'orologio da polso agli inizi del XX secolo.
Solitamente è dotato di una catenella ed il quadrante è protetto da un coperchio. La cassa può essere realizzata in metalli preziosi e artigianalmente lavorata. Anche il quadrante può essere decorato, smaltato o rifinito elegantemente in altri modi. Questi orologi, oggi per lo più caduti in disuso, sono sovente oggetto di collezionismo.

## Storia
La possibilità di realizzare orologi portatili si ebbe solamente dopo l'invenzione del sistema a bilanciere, dell'alimentazione a molla e di opportuni scappamenti nel XV secolo.
Inizialmente, vista la scarsa precisione dei meccanismi utilizzati, gli orologi disponevano solamente della lancetta delle ore. Solamente attorno alla fine del XVII secolo, il livello della tecnica permise di raggiungere una accuratezza tale da permettere l'introduzione dei primi orologi con la lancetta dei minuti.
Nella seconda metà del XIX secolo la miniaturizzazione e la produzione in serie dei componenti permise di realizzare orologi da tasca compatti e precisi. Questi orologi ebbero una notevole diffusione in un'ampia gamma di modelli fino agli anni quaranta del XX secolo, quando iniziarono a diffondersi gli orologi da polso meccanici prima ed elettronici poi. L'inventore è Peter Henlein che ha inventato l'orologio da taschino detto "cipolla". Tra i più abili artigiani che realizzarono orologi da tasca si possono citare gli inglesi Charles Cabrier II (XVIII secolo) e James William Benson (XIX secolo).
Nei primi anni del XX secolo era molto diffuso tra le donne l'orologio Cylindre remontoir.